# Palazzo delle Vedove
Il Palazzo delle Vedove è un palazzo di Pisa situato tra via Santa Maria e via Trento.

## Storia e descrizione

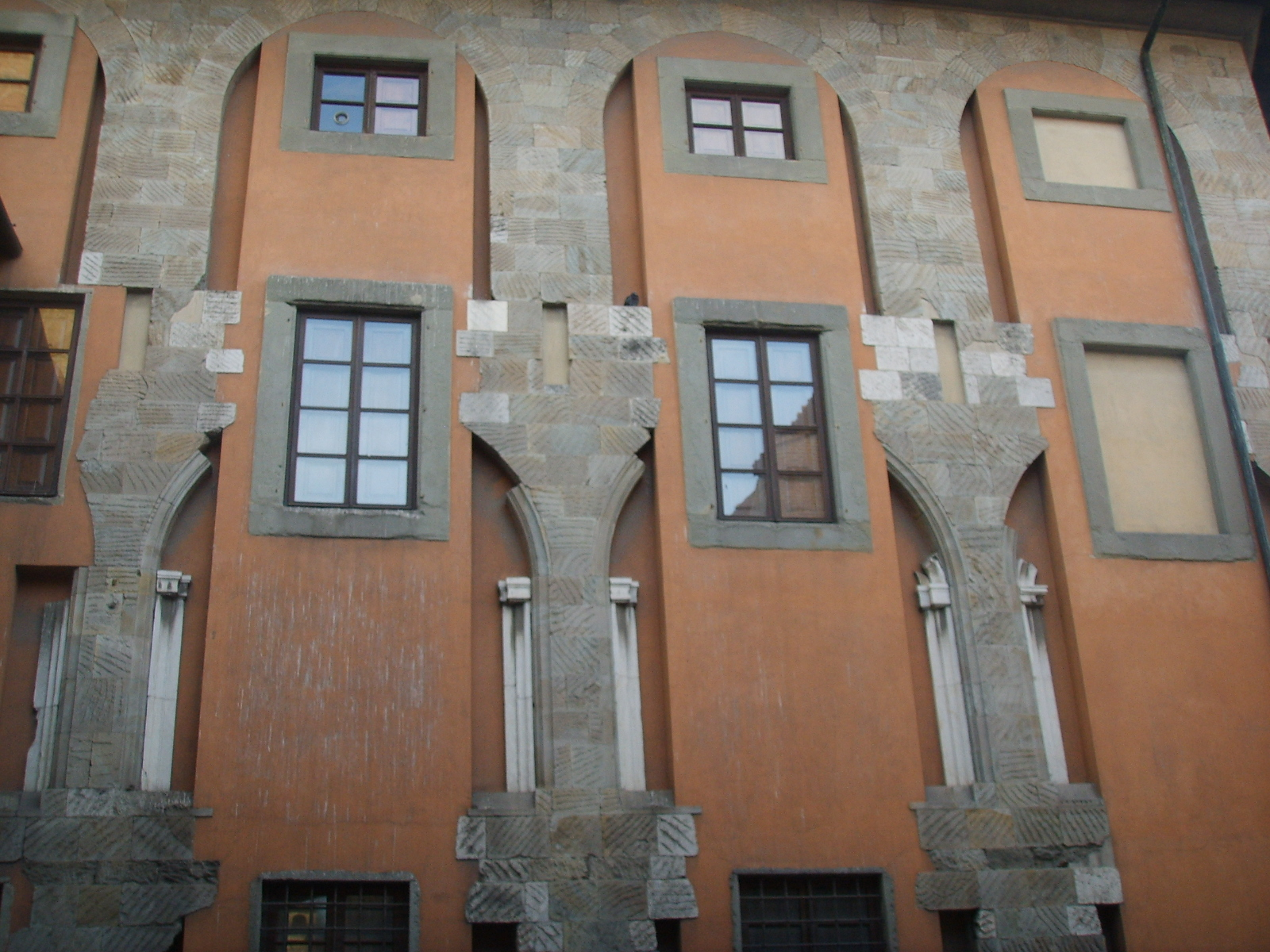
Dettaglio architettonico

Anticamente era qui presente la domus dei Bocci, strategicamente costruita nei pressi del "Ponte Nuovo", poi crollato all'inizio del XV secolo. L'antico palazzo era stato costruito tra il XII e il XIV secolo con una forma allungata a base rettangolare, con una struttura molto alterata dal rifacimento cinquecentesco, ma ancora leggibile sulle pareti esterne, per la messa in luce dei primitivi elementi e aperture medievali in parte distrutti per far posto alle nuove finestre rettangolari. È particolarmente interessante il prospetto su via Trento, dove si può vedere una quadrifora in marmo di pregevole fattura, tagliata al centro per l'inserimento di un'apertura rettangolare.
Su via Santa Maria si vedono ben sei campate che al pian terreno presentavano un portico, mentre ai piani superiori andavano a costituire la struttura portante dell'edificio con grossi archi di scarico del peso sotto il tetto.
Il palazzo, rimaneggiato pesantemente nel Cinquecento, era usato dalle "vedove" di Casa Medici. Due passaggi su corridoi sostenuti da arco attraversano superiormente la via e collegano il palazzo prima con la Torre De Cantone, poi, tramite la Torre stessa, con la chiesa di San Nicola permettendo così alle ospiti del palazzo di recarsi a messa senza scendere in strada.